# St. Andrew's (Newfoundland en Labrador)
St. Andrew's is een dorp en local service district in de Canadese provincie Newfoundland en Labrador. Het dorp bevindt zich in de Codroyvallei in het uiterste zuidwesten van het eiland Newfoundland. De designated place St. Andrew's telt 146 inwoners (2021).

## Geografie
St. Andrew's ligt in het uiterste zuidwesten van Newfoundland, tussen Cape Ray en Cape Anguille. Het is het grootste dorp in de Codroyvallei en ligt nabij de noordelijke oever van de Little Codroy. De plaats ligt aan provinciale route 407 op 5 km ten zuidwesten van Tompkins en 6,5 km ten zuidoosten van Searston.
Het dorp wordt doorkruist door de Newfoundland T'Railway, het langeafstandspad dat de bedding van de voormalige spoorweg volgt.

## Geschiedenis
De plaats stond oorspronkelijk bekend als Little River en ging pas vanaf de vroege 20e eeuw geleidelijk aan als St. Andrew's bekendstaan.
Van 1898 tot de ontmanteling ervan in 1988 lag het dorp aan de Newfoundland Railway, de trans-Newfoundlandse spoorweg die Port aux Basques met St. John's verbond. Het dorp had tot halverwege de jaren 60 een station.
Sinds 1986 hebben de inwoners van het in gemeentevrij gebied gelegen St. Andrew's beperkt lokaal bestuur doordat de plaats een local service district werd.
In het kader van de volkstelling van 2021 splitste Statistics Canada de designated place St. Andrew's in twee stukken. Hierbij werd het gedeelte aan de overkant van de Little Codroy voor statistische redenen een aparte designated place genaamd MacDougalls.

## Demografie
| Demografische ontwikkeling van St. Andrew's tussen 2006 en 2021                                                                                |
| --- |
| |
| Bron: 1991–1996, 2001–2006, 2011–2016, 2021 - De grote daling tussen 2016 en 2021 is grotendeels te wijten aan de afsplitsing van MacDougalls. |